# Demidow-Insel
Die Demidow-Insel (russisch Остров Демидова Ostrow Demidowa) ist eine kleine Insel vor der Küste des ostantarktischen Enderbylands. Sie liegt 15 km südwestlich der Hydrographer Islands vor der Mündung des Rayner-Gletschers.
Teilnehmer einer Mannschaft der Australian National Antarctic Research Expeditions kartierten sie im Jahr 1956. Teilnehmer einer sowjetischen Antarktisexpedition, welche die Insel auch benannten, wiederholten dies im selben Jahr. Namensgeber ist Dmitri Demidow, Leutnant auf dem Forschungsschiff Wostok bei der von Fabian Gottlieb von Bellingshausen geleiteten ersten russischen Antarktisexpedition (1819–1821).